# Benedikt Fernandez
Benedikt Fernandez (Bonn, 8 gennaio 1985) è un ex calciatore tedesco, di ruolo portiere.